# Наточий Максим Олександрович
Максим Олександрович Наточий (31 серпня 1986, Кіровоград — 14 серпня 2023) — український військовослужбовець, учасник російсько-української війни.
Закінчив школу №32.
Перші студентські роки навчався в Міжнародному Університеті Розвитку Людини "Україна", де активно брав участь у КВК та спортивних змаганнях. Диплом бакалавра отримав у Кіровоградському державному технічному університеті за спеціальністю "Фінансист".
Та справою його життя стало будівництво та ремонтні роботи. Був "майстром на всі руки". Захоплювався риболовлею. Любив готувати.
У лютому 2023 року був призваний на службу. 14 серпня 2023 року загинув, виконуючи бойове завдання поблизу н.п. Новомихайлівка, Покровського району, Донецької області.
Останній спочинок Захисника у рідному місті на Алеї почесних військових поховань Далекосхідного кладовища.

## Нагороди
Нагороджений Орденом "За мужність" ІІІ ступеню.